# Syzeuctus hyalinipennis
Syzeuctus hyalinipennis är en stekelart som beskrevs av Győző Szépligeti 1901.
Syzeuctus hyalinipennis ingår i släktet Syzeuctus och familjen brokparasitsteklar. Inga underarter finns listade i Catalogue of Life.